# Amos Nourse

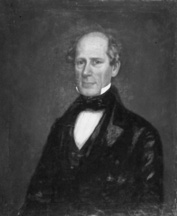
Amos Nourse

Amos Nourse (* 17. Dezember 1794 in Bolton, Worcester County, Massachusetts; † 7. April 1877 in Bath, Maine) war ein US-amerikanischer Politiker.

## Leben

### Frühes Leben
Amos Nourse absolvierte 1812 das Harvard College und machte 1817 seinen Abschluss in Medizin an der Harvard Medical School. Er ergriff dennoch einen Beruf als Beamter und war von 1822 bis 1841 Postmeister in Hallowell (Maine). Seit 1821 war er mit Clauissa Augusta Chandler (1797–1834), einer Tochter von John Chandler, verheiratet. Aus der Ehe gingen mehrere Kinder hervor.
1845 zog Nourse von Wiscasset, jener Stadt, in der er lebte, nach Bath und arbeitete bis 1846 beim Zoll. Durch das Geld, das er verdiente, konnte er sich in Bath eine kleine Arztpraxis leisten. Zusätzliche Einnahmen kamen durch seine Tätigkeit als Gastdozent am Bowdoin College in Brunswick, wo er von 1846 bis 1854 Geburtshilfe unterrichtete. Nourse wurde 1855 College-Professor und lehrte bis 1866.

### Politische Tätigkeit
Nach dem Rücktritt von Hannibal Hamlin als US-Senator wurde Nourse als Parteimitglied der Republikaner 1856 zu dessen Nachfolger ernannt. Das Mandat, welches er am 16. Januar 1857 antrat, hatte Nourse jedoch nur knapp zwei Monate, bis zum 3. März 1857, inne. Danach wurde er von Hamlin wieder abgelöst.

### Spätes Leben
1860 wurde Nourse zum ehrenamtlichen Richter am Nachlassgericht des Sagadahoc County ernannt. Er legte sein Amt allerdings noch im selben Jahr aus nicht näher bekannten Gründen nieder.
Amos Nourse starb 1877, im Alter von 82 Jahren.